# Trou Marc River
Der Trou Marc River (auch: Trou Mare River, dt.: „Loch/Schlucht von Marc-Fluss“) ist ein Fluss an der Südküste der Karibikinsel St. Lucia.

## Geographie
Die Quellbäche des Flusses entspringen im Hochland des Quarters Choiseul dicht an der nördlichen Grenze des Quarters zu Soufrière und dem Gebiet der Deux Pitons. Der Fluss verläuft in südlicher Richtung und mündet zwischen La Pointe und Le Riche in den Atlantik.
Die benachbarten Flüsse sind der L’Ivrogne River im Westen in Soufrière und der Trou Barbet River im Osten.